# Burbiszki (okręg szawelski)

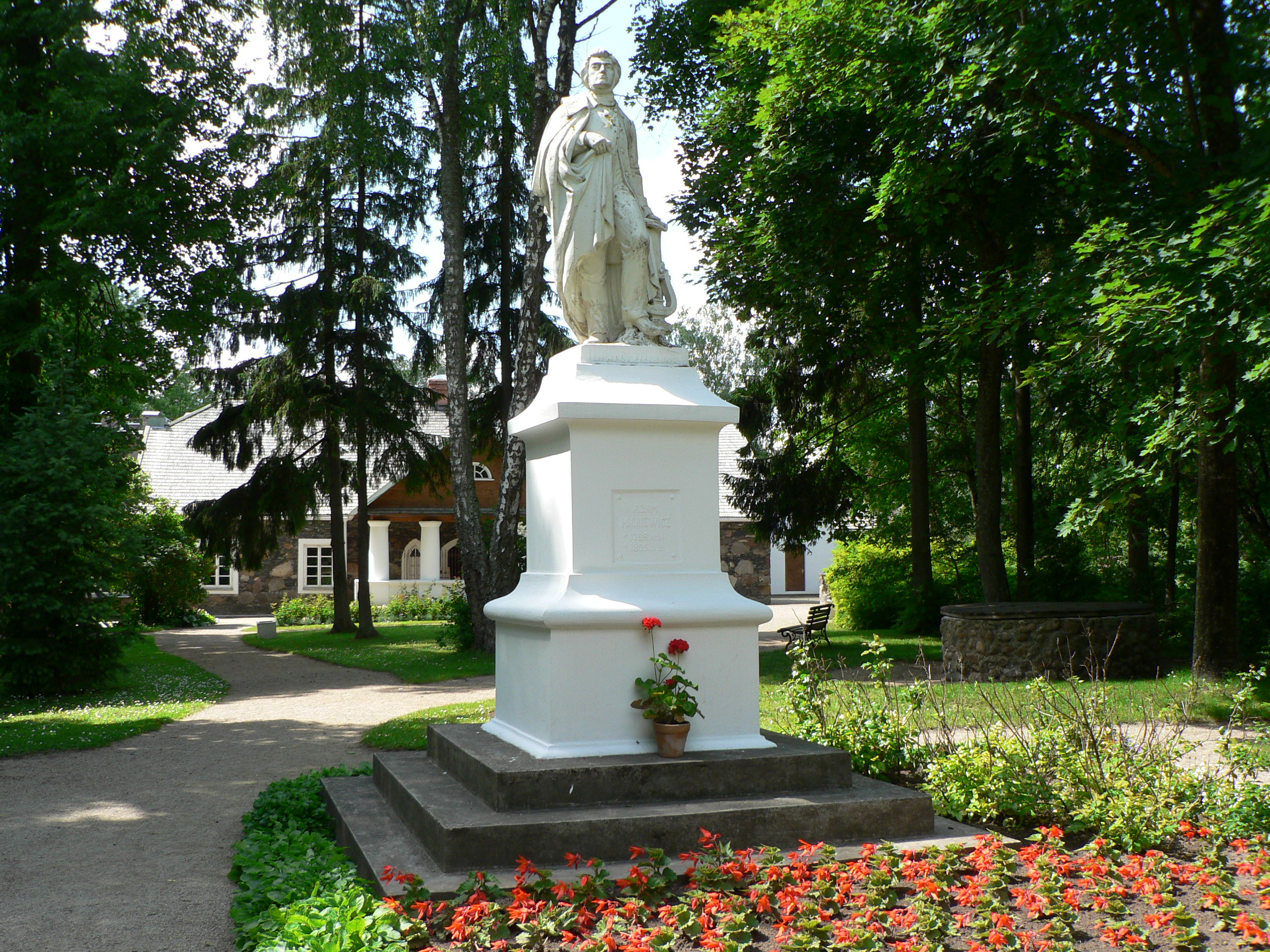
Pomnik Adama Mickiewicza

Burbiszki (lit. Burbiškis) – wieś na Litwie, w okręgu szawelskim, w rejonie radziwiliskim.
Znajduje się tu dwór i park z pierwszym wzniesionym na Litwie pomnikiem Adama Mickiewicza. Pomnik ufundował właściciel majątku Michał Bażeński, a wyrzeźbił go w 1911 roku absolwent Akademii Sztuk Pięknych w Krakowie Kazimierz Ulański. Podczas jego odsłonięcia obecny był pisarz Kornel Makuszyński. Makuszyński mieszkał w Burbiszkach wraz z żoną w latach 1913–1914, na terenie posiadłości Michała Bażeńskiego (z rodu szlacheckiego von Baysen-Bażeński).